# 210-я истребительная авиационная дивизия (1-го формирования)
210-я истреби́тельная авиацио́нная диви́зия (210-я иад) — соединение Военно-Воздушных сил (ВВС) Вооружённых Сил РККА, принимавшее участие в боевых действиях Великой Отечественной войны.

## Наименования дивизии
- 210-я истребительная авиационная дивизия
- 264-я штурмовая авиационная дивизия
- 264-я штурмовая авиационная Киевская дивизия
- 264-я штурмовая авиационная Киевская Краснознамённая дивизия
- Полевая почта 55757

## Создание дивизии
210-я истребительная авиационная дивизия сформирована 10 мая 1942 года Приказом НКО СССР на базе Управления Военно-воздушных сил 4-й ударной армии.

## Переформирование дивизии
- 210-я истребительная авиационная дивизия 14 июня 1942 года согласно Приказу НКО СССР была преобразована в 264-ю штурмовую авиационную дивизию[2]
- 264-я Киевская Краснознамённая штурмовая авиационная дивизия была расформирована в апреле 1946 года в Одесском военном округе.

## В действующей армии
В составе действующей армии:
- 10 мая 1942 года по 14 июня 1942 года.

## Командир дивизии
| Звание                | Имя                        | Период                               | Примечание                    |
| --------------------- | -------------------------- | ------------------------------------ | ----------------------------- |
| Генерал-майор авиации | Папивин Николай Филиппович | 10 мая 1942 года — 14 июня 1942 года | назначен командиром 264-й шад |

## В составе объединений
| Дата            | Фронт (округ)     | Армия                   | Корпус | Примечания      |
| --------------- | ----------------- | ----------------------- | ------ | --------------- |
| 10.05.1942 года | Калининский фронт | ВВС Калининского фронта | -      | -               |
| 16.05.1942 года | Калининский фронт | 3-я воздушная армия     | -      | -               |
| 14.06.1942 года | Калининский фронт | 3-я воздушная армия     | -      | переформирована |

## Части и отдельные подразделения дивизии
Боевой состав дивизии претерпевал изменения, в её состав входили полки:
| Период                        | Части                                        |
| ----------------------------- | -------------------------------------------- |
| 15.05.1942 г. — 08.06.1942 г. | 21-й истребительный авиационный полк         |
| 16.05.1942 г. — 19.06.1942 г. | 157-й истребительный авиационный полк        |
| 10.05.1942 г. — 14.06.1942 г. | 352-я отдельная авиационная эскадрилья связи |

## Участие в операциях и битвах
- Прикрытие войск Калининского фронта